# 창어 3호

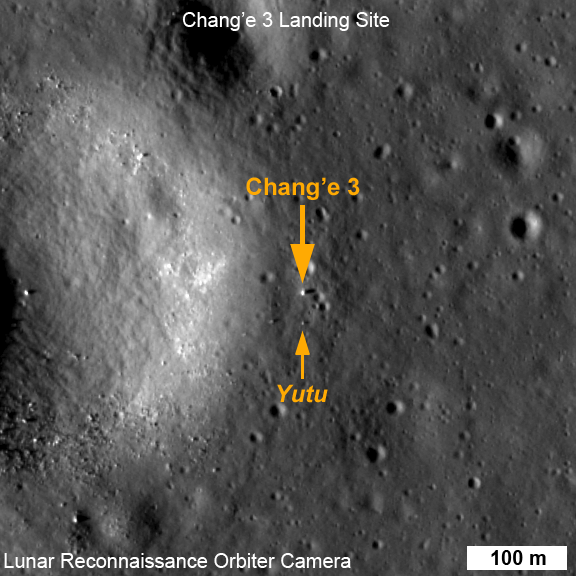

창어 3호(嫦娥三號)는 중국의 달 탐사선이다. 2007년 창어 1호, 2010년 창어 2호과는 달리 탐사 로봇인 옥토끼(玉兔)를 착륙시킨다. 2013년 12월 2일 시창 위성발사센터에서 창정 3호 로켓으로 발사되었고, 12월 14일 달 표면 착륙에 성공했다. 이는 1976년 소련에서 발사한 루나 24호 이후 처음으로 달에 착륙한 탐사선이다.
무게 1,200 kg의 랜더에는 120 kg인 로버가 탑재된다. 옥토끼 로버의 수명은 3개월이다.

## 옥토끼 로버
미국은 1997년 10 kg 소저너 로버에 이어 185 kg인 스피릿 로버와 오퍼튜니티 로버를 화성에 발사했다. 무게 120 kg인 옥토끼는 185 kg인 스피릿 로버와 오퍼튜니티 로버와 유사한 무게이다.

## 같이 보기
- 창어 계획
- 창어 4호
- 창어 5호